# Guillaume Krommenhoek
Guillaume Krommenhoek (* 11. Juli 1992 in Amsterdam) ist ein niederländischer Ruderer. Er gewann bis 2023 zwei Silbermedaillen bei Weltmeisterschaften und eine Silbermedaille bei Europameisterschaften.

## Sportliche Karriere
Guillaume Krommenhoek begann 2015 mit dem Rudersport. Der Zweimetermann rudert für die A.A.S.R. Skøll. 2017 debütierte er im Ruder-Weltcup, wobei er zunächst im Doppelvierer und im Einer antrat.
Wegen der COVID-19-Pandemie fanden die Europameisterschaften 2020 erst im Oktober in Posen statt. Niki van Sprang und Guillaume Krommenhoek belegten den vierten Platz im Zweier ohne Steuermann mit 0,44 Sekunden Rückstand auf die Drittplatzierten. Bereits im April 2021 folgten die Europameisterschaften in Varese. Krommenhoek und van Sprang wurden Fünfte mit sechseinhalb Sekunden Rückstand auf die Medaillenränge. Kurz darauf gewannen die beiden die letzte Qualifikationsregatta für die Olympischen Spiele in Tokio. In Tokio traten 13 Boote zum Zweier-Wettbewerb an. Nach einem zweiten Platz im Vorlauf belegten die beiden Niederländer in ihrem Halbfinale den vierten Rang. Als Sieger des B-Finales belegten die beiden den siebten Platz in der Gesamtwertung.
Bei den Europameisterschaften 2022 in München trat Krommenhoek mit dem Achter an und gewann die Silbermedaille mit viereinhalb Sekunden Rückstand auf die Briten. Einen Monat später siegten die Briten bei den Weltmeisterschaften in Račice u Štětí mit einer Sekunde Vorsprung vor den Niederländern. 2023 bei den Europameisterschaften in Bled ruderten Abe Wiersma und Guillaume Krommenhoek im Zweier ohne Steuermann und belegten als Sieger des B-Finales den siebten Platz. Drei Monate später bei den Weltmeisterschaften in Belgrad war Krommenhoek wieder Mitglied des Achters. Der neu zusammengesetzte Achter erreichte die Ziellinie mit einer Sekunde Rückstand auf die Briten und mit einer Sekunde Vorsprung auf die drittplatzierten Australier.